# Waleria Tarnowska

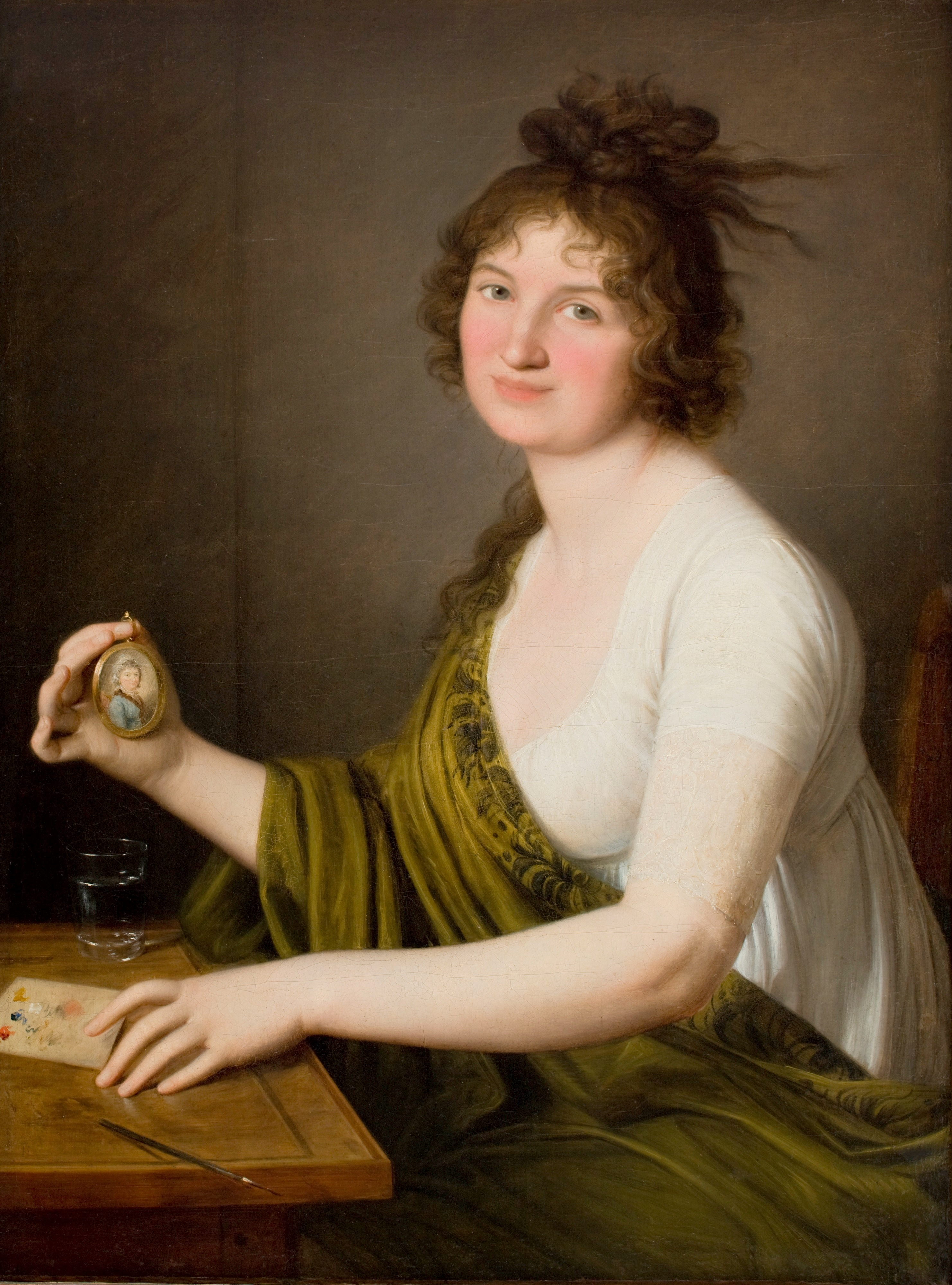
Porträt der Waleria Tarnowska nee Stroynowska von Domenico del Frate, (1805/1806)

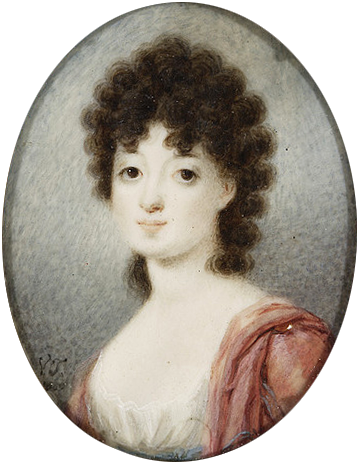
Waleria Tarnowska „Zofia Zamoyska nee Czartoryska”, Miniaturen, 1803, Nationalmuseum Warschau

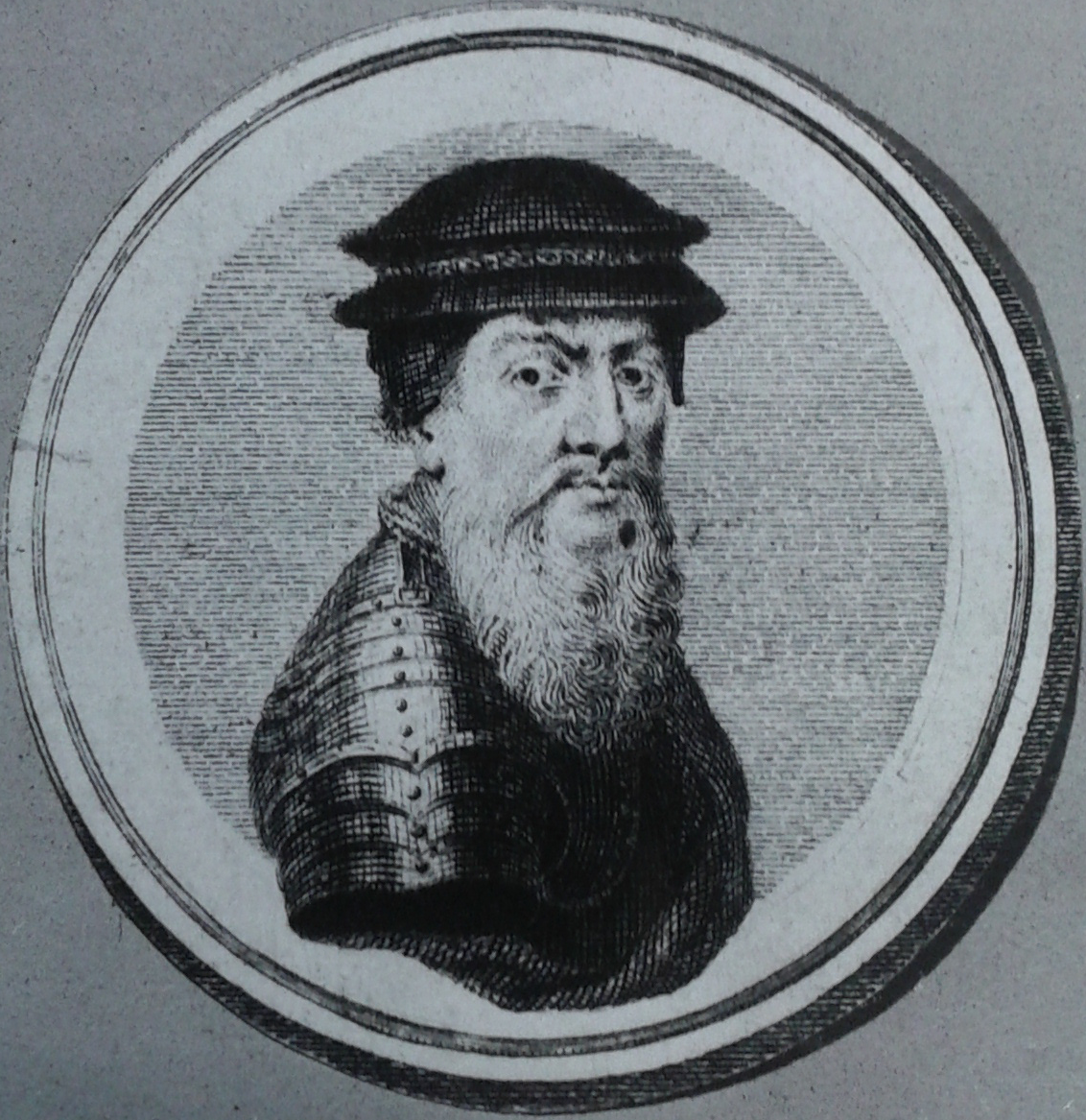
Jan Ligber „Portret Jana Tarnowskiego”, ein Kupferstich auf der Basis der Miniatur von Waleria Tarnowska

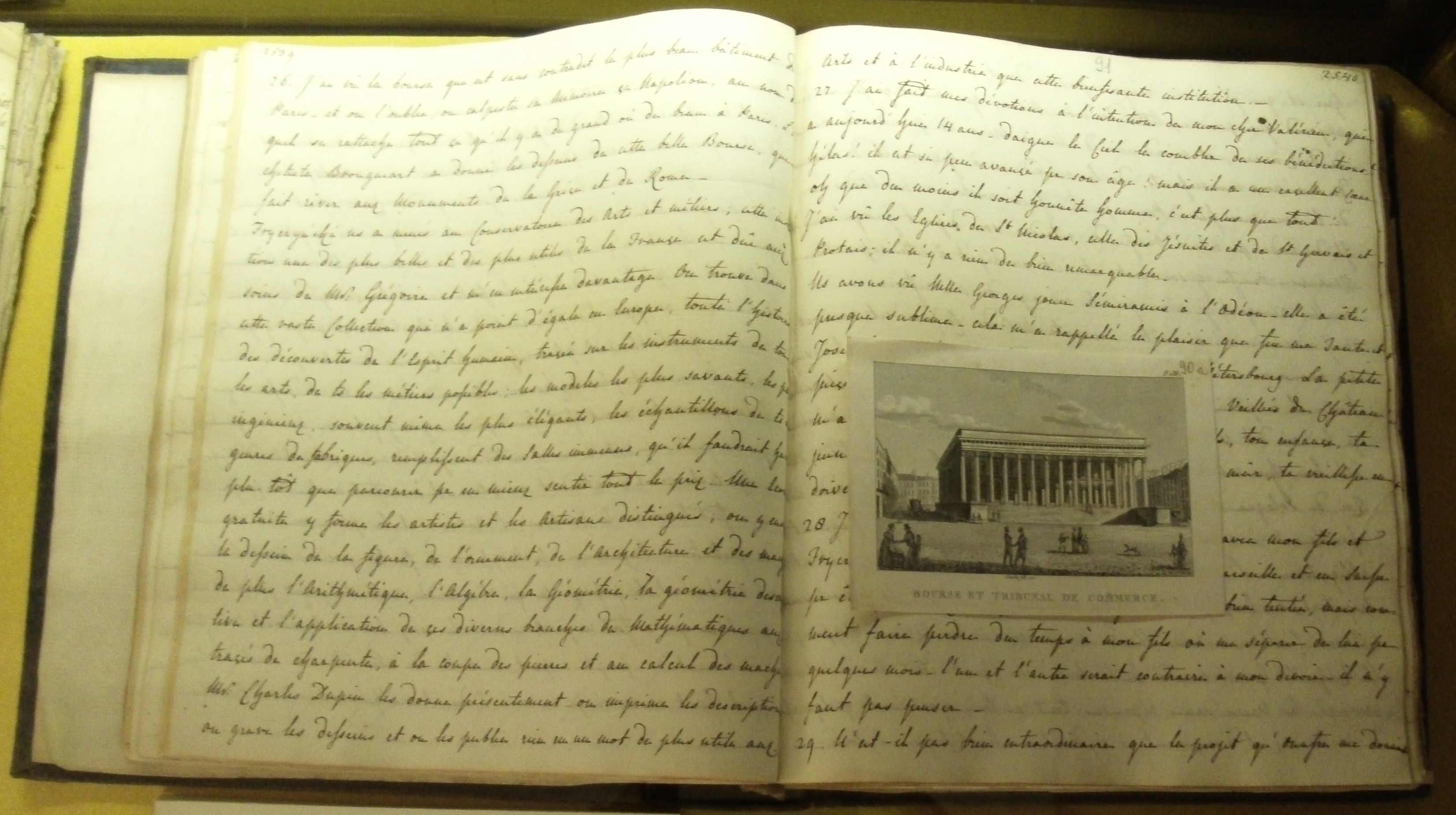
Waleria Tarnowska nee Stroynowska Mon Journal, 1804–1838, Handschrift des Tagebuchs im Schloss Dzików

Waleria Tarnowska (* 9. Dezember 1782 in Horochów; † 23. November 1849 in Dzików, heute ein Stadtteil von Tarnobrzeg) war eine polnische Malerin von Miniaturen und eine Zeichnerin.

## Leben
Waleria studierte drei Jahre bei Constantino Villani in Horochów, 1804 bei Therese Concordia Mengs und Andrea Cherubini in Rom, dann bei W. de Lesseur in Warschau. Später studierte bei Domenico del Frate und Filippo Giacomo Remondi. Um 1825 bildete sie sich in Paris weiter. Miniaturen von ihr (Bildnisse und religiöse Darstellungen), meist nach fremden Vorlagen, befinden sich in Familienbesitz im Schloss Dzików, vor dem Zweiten Weltkrieg auch in Chorzelów, Wiśniowa, Śniatynka und Rudnik, nach dem Krieg in den polnischen Museen.
Waleria war Sammlerin (zusammen mit dem Ehemann Jan Feliks Tarnowski).

## Werk
- Madonna in dem weißen Schleier (Madonna w białym welonie, möglicherweise eine Kopie (in der Miniatur) von Giovanni Battista Salvis „Sassoferrato”.)[4]
- Madonna in dem himmelblauen Laken (Madonna w błękitnej chuście)[5]
- Aleksandra z Tarnowskich Stroynowska (Porträt der Mutter der Waleria)[6]
- Jan Bohdan Tarnowski (Sohn des Waleria)[7]
- P. Julian Antonowicz (Ks. Julian Antonowicz)[8]
- Marianna Gräfin Scipio del Campo nee Tarnowska[9]
- Rozalia Tarnowska (1803–1804, Tochter des Waleria)[10]
- Porträt der Anna Gräfin Bystry nee Rakowska  (1805)[11]
- Porträt der Joanna Grudzińska  (Ehefrau des Großfürsten Konstantin)[12]
- Porträt der Jan Feliks Tarnowski  (einige Miniaturen mit dem Abbild des Ehemannes)[13][14]
- Porträt der Waleryan Stroynowski (Porträt des Vaters der Waleria)[15]
- Porträt der Frau mit dem Buch (Portret kobiety z książką)[16]
- König Stephan Báthory (Król Stefan Batory)[17]
- Konstanty Iwanowicz Fürst Ostrogski[18]
- Napoleon I. (als der Konsul, Kopie in der Miniatur von J. B. Isabey, 1804)[19]
- Josephine de Beauharnais (Ehefrau des Napoleon)[20]
- Gesühnte Magdalene  (mit der Gehirnschale und Pergamin)[21][22]
- Maria Magdalena (mit dem Buch und Gefäß auf der Balsam)[23]
- Zofia Zamoyska nee Czartoryska[24]
- Izabela Fürstin Czartoryska nee Flemingów[25]
- Porträt der Jan Tarnowski[26]
- Antonina Anna Krasińska[27]
- Porträt der Kryglerowa in der spanischen [Kleidung] (Portret Kryglerowej po hiszpańsku)[28]
- Porträt der Józefa Czarnecka[29]
- Sauberkeit des Josefs (Kopie in der Miniatur von Carlo Cagnacci)[30]
- Propheten (Zeichnung)[31]
- Stanisław Żółkiewski (Zeichnung)[32]
- Święty Bernard[33]
- Christus (Salvator Mundi) (Kopie in der Miniatur von Guido Reni)[34]
- Psyche und Kupido[35]
- Projekt des Monuments Verzierung ein Helm (Projekt monumentu zwieńczonego hełmem, 1824)[36]

## Tagebücher
- Mes voyages  (Tagebuch einer Reise durch Italien in den Jahren 1803–1804 aufgeschrieben für die Tochter)[37]
- Mes journal  (Tagebuch aus den Jahren 1804–1838)[38]